# Christian Salvesen
Christian Salvesen PLC mit Sitz in Edinburgh und Northampton, Großbritannien bestand von 1872 bis 2007. Das Unternehmen war zeitweise die weltweit größte Walfangreederei und beschäftigte sich später vorwiegend mit Transport, Umschlag und Lagerung.

## Geschichte
Die Wurzeln des Unternehmens gehen auf das Jahr 1843 zurück, als der Norweger Johan Theodor Salvesen ein Schiffsmaklergeschäft in Grangemouth eröffnete. Drei Jahre später folgte ein Büro in Leith, das mit dem Partner George Turnbull als Turnbull, Salvesen and Company firmierte. Das Büro in Leith beschäftigte sich hauptsächlich mit der Ausfuhr britischer Kohle und der Einfuhr von Holz aus Skandinavien. 1851 kam auch Johans Bruder Christian aus Mandal nach Schottland und übernahm die Leitung des Büros in Leith. Zwei Jahre darauf zog sich Johan aus dem Büro in Leith zurück. Im Jahr 1872 lösten Christian Salvesen und George Turnbull ihre Partnerschaft auf und Christian Salvesen and Company wurde als eigenständiges Unternehmen gegründet.

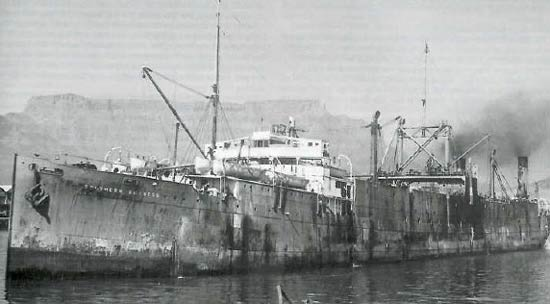
Das Walfangfabrikschiff Southern Empress

Christian Salvesen wandte sich der Schifffahrt zu und übernahm 1879 das erste eigene Schiff. In den folgenden Jahrzehnten wurde Salvesen zu einer Tramp- und Linienreederei. Anfang der 1900er Jahre begann man zudem mit dem Walfang, zunächst von einer Station in Shetland, und übernahm später einen Mehrheitsanteil einer isländischen Walfangreederei aus der sich schließlich die größte Walfangflotte der Welt entwickelte.

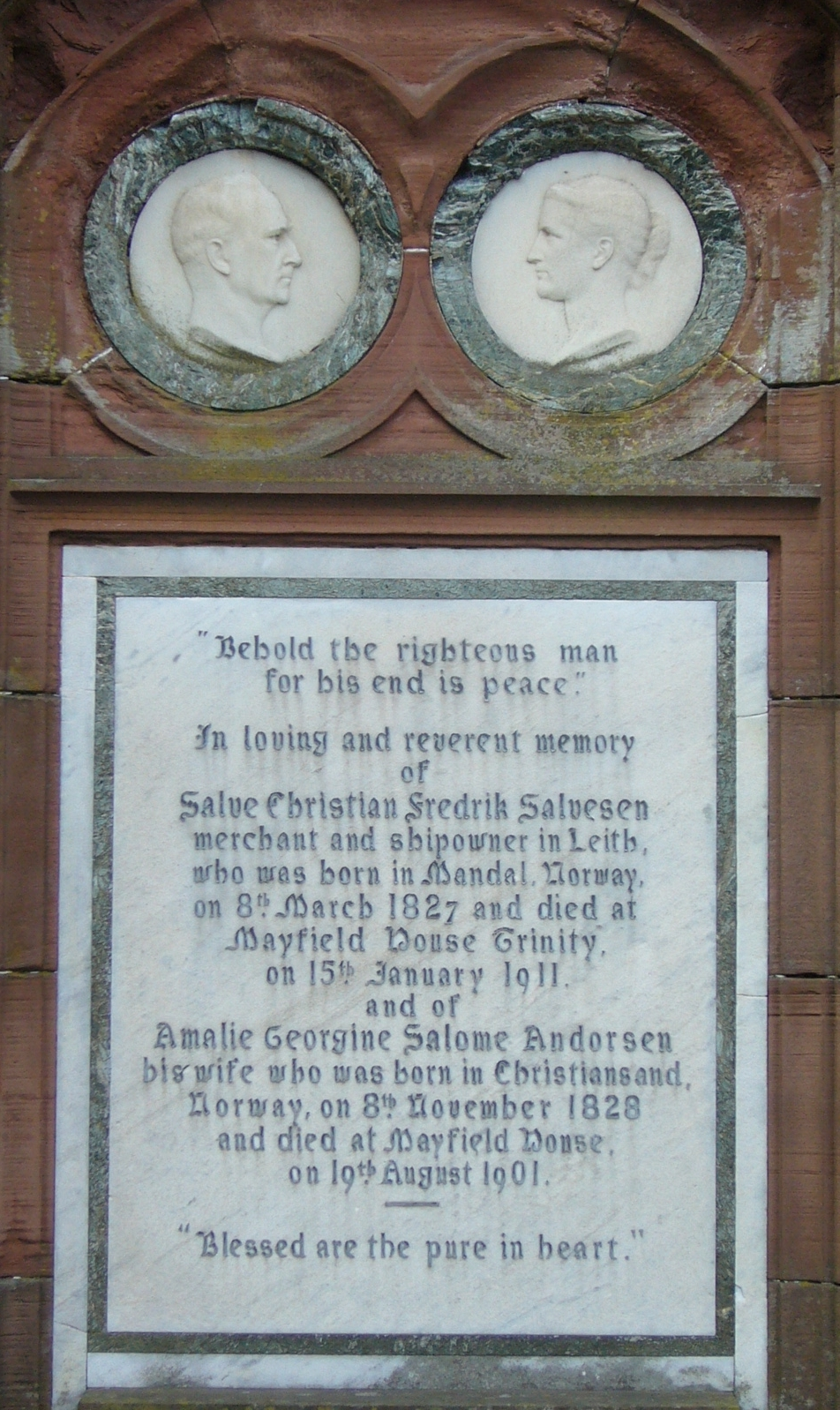
Der Grabstein von Christian Salvesen und seiner Frau

1911 starb der Unternehmensgründer. 1928 wurde die Reederei Glen Line aus Aberdeen übernommen um den Bereich der Linienschifffahrt auszubauen. Im Jahr darauf führte Salvesen die Heckaufschleppe auf Walfangfabrikschiffen ein. Nachdem im Zweiten Weltkrieg zahlreiche Schiffe Salvesens im Kriegseinsatz verloren gingen, stieg Salvesen 1947 in das Fischereigeschäft ein und war hier mit der Übernahme der Fairfree und dem Bau der Fairtry federführend an der Entwicklung des modernen Heckfängers und des Fabrikschiffs beteiligt. 1958 übernahm Salvesen das erste Kühlhaus in Grimsby, baute diesen Bereich später stark aus und erweiterte seine Beteiligungen auf den Nahrungsmittelbereich. Der Walfang, der in den Jahren nach dem Zweiten Weltkrieg immer weiter geschrumpft war, gab man 1963 endgültig auf und auch der Betriebszweig Fischerei wurde 1968 aufgegeben. Ab 1966 betrieb man stattdessen auch Massengutschiffe. 1971 wurde der Liniendienst zwischen Norwegen und Großbritannien aufgegeben, stattdessen kamen in den frühen 1970er Jahren die Ziegelproduktion und das Nordseeölgeschäft als weitere Standbeine hinzu. 1981 übernahm Salvesen das US-amerikanische Unternehmen Merchants Refrigerating Company und 1984 den Stromerzeugervermieter Aggreko. Über das expandierende Unternehmen Aggreko wurde später das US-Unternehmen Electric Rental Systems übernommen. Mitte der 1980er Jahre wurde Salvesen zur Kapitalgesellschaft (Public Limited Company) umgewandelt. In dieser Zeit begann man im Bereich der Non-Food-Logistik und gab 1986 die Fischhandelssparte Christian Salvesen Fishselling an die Denholm Group ab. 1990 wurde auch der Schifffahrtsbereich komplett aufgegeben.

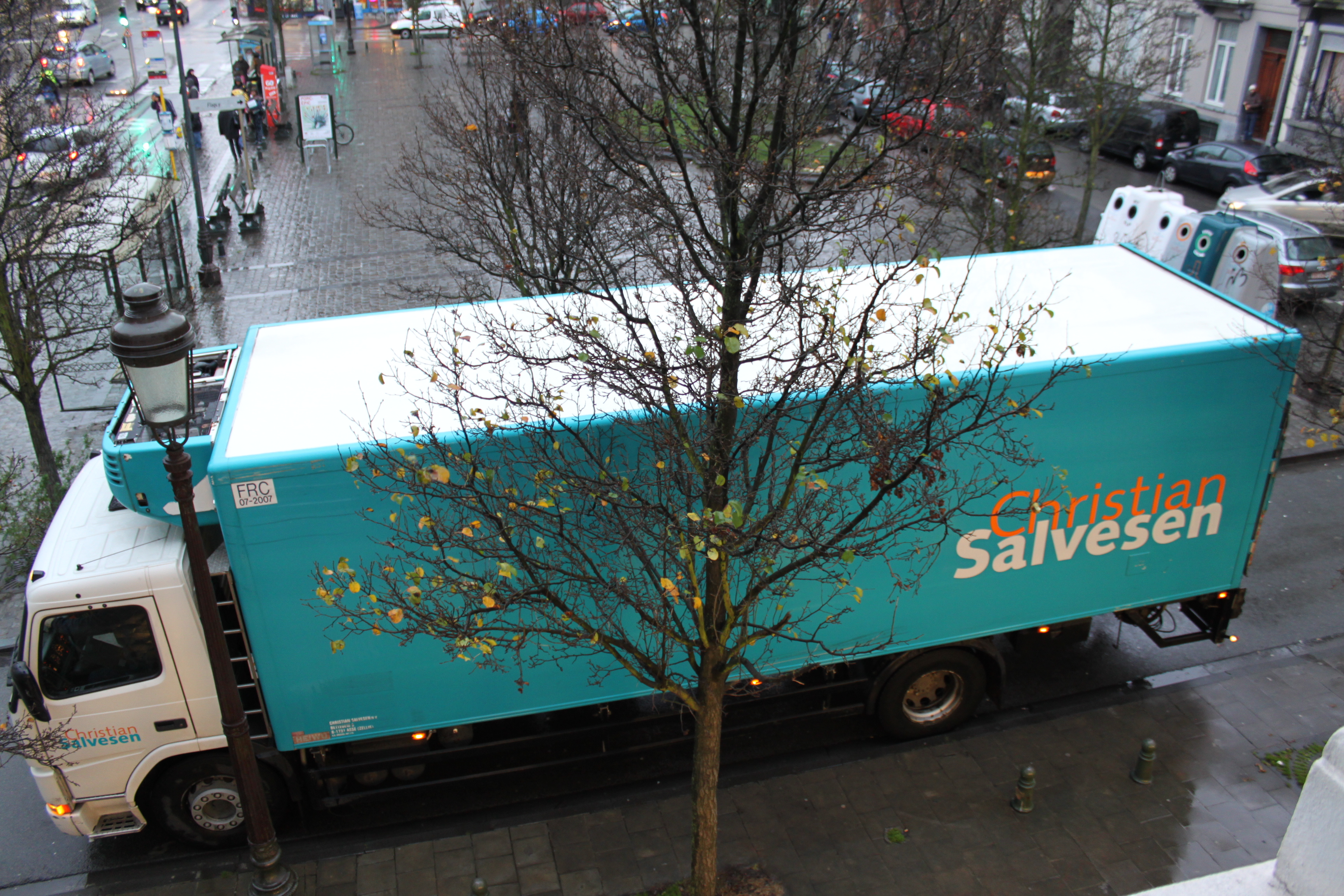
Salvesen-LKW

1993 übernahm Christian Salvesen das britische Industrielogistikunternehmen Swift Services und 1995 das deutsche Industrielogistikunternehmen Wohlfarth. Man entschied, Salvesen weiter zum Logistikunternehmen umzubauen und gliederte daher im September 1997 das Tochterunternehmen Aggreko aus um es an die Börse zu bringen. Seit Mitte der 1990er Jahre gab es Pläne mehrerer Unternehmen, Salvesen zu übernehmen, die aber alle unvollendet blieben. Am 2. Oktober 2007 akzeptierte Salvesen schließlich ein Übernahmeangebot des französischen Mitbewerbers Norbert Dentressangle, der das britische Traditionsunternehmen zum Dezember 2007 für 254 Millionen Pfund erwarb. Vor der Übernahme verfügte das Unternehmen in Europa über 200 Standorte mit rund 400.000 m² Lagerfläche und betrieb etwa 5000 LKW und 6000 Anhänger. Salvesen beschäftigte etwa 13.000 Mitarbeiter.